# Curtiss B-2
Die Curtiss B-2 Condor (Werksbezeichnung Model 52) war ein im Jahr 1927 entwickelter US-amerikanischer Doppeldecker-Bomber. Er basierte auf der Martin NBS-1, von der auch Curtiss 50 Exemplare gebaut hatte und der daraus entwickelten, nur zweimal gebauten Curtiss NBS-4. 

## Entwicklung
Die Ausgangskonstruktion NBS-4 war im Wesentlichen eine NBS-1, die einen geschweißten Stahlrohrrumpf statt einer Holzstruktur aufwies, aber die gleichen Liberty-Triebwerke verwendete. Die größte aerodynamische Verbesserung war der Einsatz des neuen, dicken Curtiss-C-72-Profils. Bei der B-2 wurden dann  die veralteten Liberty L-12-Motoren durch moderne Curtiss V-1570-Motoren ersetzt. Eine bedeutende Weiterentwicklung waren auch die geschweißten Stahlgitterholme und genietete Rippen. Der Prototyp XB-2, der 1926 von der US-Army bestellt worden war, hatte seinen Erstflug im September 1927. 
Die XB-2 stand in Konkurrenz zur Keystone XB-1, Sikorsky S-37 und Fokker XLB-2. Die drei anderen Konkurrenten wurden allerdings schnell aus dem Vergleich genommen. Sie stand nun im Vergleich mit der kleineren Keystone XLB-6, die nur ein Drittel der B-2 kostete. Die B-2 war so groß, dass sie nur schwer in die damals existierenden Hangars passte. Allerdings waren die exzellenten Leistungen der B-2 schließlich ausschlaggebend und es wurden 1928 zwölf Maschinen bestellt.
Die B-2 war ein massiver Doppeldecker. Die Motoren saßen neben dem Rumpf in Motorgondeln zwischen den Tragflächen. Im Heck saß ein doppeltes Seitenleitwerk, das bereits damals als veraltet galt. Im Hinterteil der Motorgondeln saß jeweils ein Bordschütze, dies war neu gegenüber den alten Bomberkonstruktionen. Die Keystone XB-1 verwendete ebenfalls diese Schützenanordnung.
Die B-2 wurden 1929 und 1930 ausgeliefert. Danach folgte noch eine B-2A, die eine doppelte Ausführung der Steuerinstrumente für Kapitän und Copilot erhielt. Die B-2A wurde als Transportflugzeug verwendet und bekam das Kennzeichen C-30 Condor.
Die B-2 wurde relativ schnell ausgemustert, sie entsprach nicht mehr dem technischen Stand ihrer Zeit. 1934 endete ihre Dienstzeit beim Army Air Corps. Curtiss konzentrierte sich jetzt mehr auf den Jagdflugzeugbau und entwickelte die Hawk-Serie.

## Einsatzstaaten
- Argentinien, Republik China, Kolumbien, Peru, USA (Army Air Corps, Navy)

## Technische Daten
| Kenngröße             | Daten                                                |
| --------------------- | ---------------------------------------------------- |
| Besatzung             | 5                                                    |
| Länge                 | 14,5 m                                               |
| Spannweite            | 27,4 m                                               |
| Höhe                  | 4,9 m                                                |
| Flügelfläche          | 140 m²                                               |
| Leermasse             | 4100 kg                                              |
| Startmasse            | 7480 kg                                              |
| Antrieb               | zwei V12 Curtiss V-1570-7 mit je 600 PS (ca. 440 kW) |
| Höchstgeschwindigkeit | 212 km/h                                             |
| Reichweite            | 1300 km                                              |
| Dienstgipfelhöhe      | 4030 m                                               |
| Bewaffnung            | sechs 7,7-mm-MG, max. 1800 kg Bomben                 |